# Перчин, Николай Васильевич
Николай Васильевич Перчин (1 сентября 1912, Казанка, Херсонская губерния — 15 мая 1979, Кривой Рог, Днепропетровская область) — советский инженер-строитель, партийный и общественный деятель, деятель местного самоуправления, председатель исполнительного комитета Криворожского городского совета депутатов трудящихся (1959—1969). Народный депутат Верховного Совета УССР.

## Биография
Родился 1 сентября 1912 года в селе Казанка, здесь же получает начальное четырёхлетнее образование в церковно-приходской школе. После смерти отца семья Николая Перчина переезжает в Кривой Рог и селится на Гданцевке. В Кривом Роге получил полноценное начальное образование. В 1932 году едет в Днепропетровск и поступает в Днепропетровский инженерно-строительный институт. Учёба проходит успешно, и Николаю, как одному из лучших студентов, предлагают идти в аспирантуру, но дипломного руководителя арестовывают и репрессируют, что прерывает перспективу поступления в аспирантуру. В 1937 году, получив красный диплом, Николай Перчин уезжает работать на Дальний Восток.
В годы Великой Отечественной войны Николай Васильевич воевал на фронте, возглавлял бригаду сапёрных войск. В 1945 году, после демобилизации возвратился в Кривой Рог. По возвращении, как профессиональный инженер-строитель, получает должность главного инженера строительной конторы треста «Дзержинскруда». Возглавлял отдел капитального строительства рудоуправления имени С. М. Кирова. Руководил строительством Криворожского городского театра. Стал организатором и первым руководителем монтажно-строительного треста «Криворожжилстрой».
В марте 1959 года Николай Перчин был избран на должность председателя Криворожского городского совета и на протяжении 11 лет возглавлял исполнительный комитет города. В период руководства Николая Васильевича значительное развитие получают телефонная и транспортная сети Кривого Рога, начинается газификация города. Начинает действовать комиссия горсовета по упорядочиванию названий улиц, площадей и переулков.
С 1958 года Николай Перчин начинает представлять интересы жителей города на государственном уровне будучи избранным депутатом Верховного Совета УССР V созыва. В 1963 году вновь избирается депутатом Верховного Совета УССР VI созыва.
Умер 15 мая 1979 года в городе Кривой Рог.

## Награды
- Орден Трудового Красного Знамени;
- Орден Красной Звезды;
- Орден «Знак Почёта».

## Память
- Памятная доска на пл. Освобождения, 3. Открыта 1 сентября 2012 года на 100-летие со дня рождения Николая Перчина[2]. Первая в городе горельефная памятная доска. Скульптор Владимир Токарь, архитектор Владимир Зайцев[3]. 7 июня 2022 г. была демонтирована в рамках закона о декоммунизации.